# Mokrice (Chorwacja)
Mokrice – wieś w Chorwacji, w żupanii krapińsko-zagorskiej, w mieście Oroslavje. W 2011 roku liczyła 758 mieszkańców.